# Leo Löthman
Leo Löthman, född 9 december 1948 i Åbo, Finland är en åländsk författare.
Löthman har fått stipendier från Nordiska ministerrådet, Svenska kulturfonden och Ålands landskapsstyrelse. Löthmans roman Transportflotte Speer har nominerats som en av kandidater till Nordiska rådets litteraturpris 2012.